# Markus Niemela
Markus Niemela est un pilote automobile finlandais né le 20 mars 1984.

## Biographie
Markus Niemela a remporté les championnats finlandais et suédois de Formule Ford en 2004. En 2007, il a participé au championnat GP2 Series. 